# Type 1935
De serie Type 1935 was een serie vierdelige elektrische treinstellen van de Nationale Maatschappij der Belgische Spoorwegen. De treinstellen werden gebouwd voor de eerste geëlektrificeerde spoorlijn van België, spoorlijn 25 tussen Antwerpen en Brussel. Later werd een aantal treinen voorzien van een tweetal extra tussenrijtuigen om verlengd te worden tot zesdelige treinstellen.

## Aanschaf
Nadat in januari 1933 door de Raad van Beheer van de NMBS was besloten tot de elektrificatie van lijn 25 werden bij verschillende bedrijven in totaal 12 vierdelige treinstellen besteld. De treinstellen bestonden uit twee motorrijtuigen aan de beide einden en twee tussenrijtuigen. Het mC + Be werd gebouwd door La Métallurgique de Nivelles met een elektrische uitrusting van Ateliers de Cognstructions Electriques de Charleroi. De BCe en mCD werden gebouwd door Ateliers de la Dyle en kregen een elektrische installatie van Sociéte d'Électricité et de Mécanique uit Gent.
Ofschoon er nergens in de wereld ervaring mee was, werd besloten dat de treinen een maximale snelheid van 120 kilometer per uur hadden.
De treinstellen waren geschikt voor een spanning van de bovenleiding van 3000 volt gelijkstroom. De rijtuigbakken werden voorzien van een automatische koppeling.

## Nummering
De stellen kregen de treinstelnummers 1-12. Daarnaast kregen alle vier de rijtuigen verschillende baknummers.
- mC 7301-7312
- Be 8201-8212
- BCe 8513-8524
- mCD 7713-7724

De bijbestelde tussenrijtuigen kregen de volgende nummers:
- Be 8325-8340

## Inzet
De treinstellen dienden te gaan rijden voor aanvang van de Wereldtentoonstelling in Brussel. Vier dagen voor de opening startte op 23 april 1935 de dienst met de treinstellen. In 1938 werden er 16 tussenrijtuigen bijbesteld om zo ook zesdelige treinstellen te kunnen formeren.
In 1949 gingen de treinstellen tevens op de lijn Brussel - Charleroi rijden. Tien jaar later begon de uitdienststelling. Het laatste stel verdween in 1962 uit de reizigersdienst.

## Posttrein

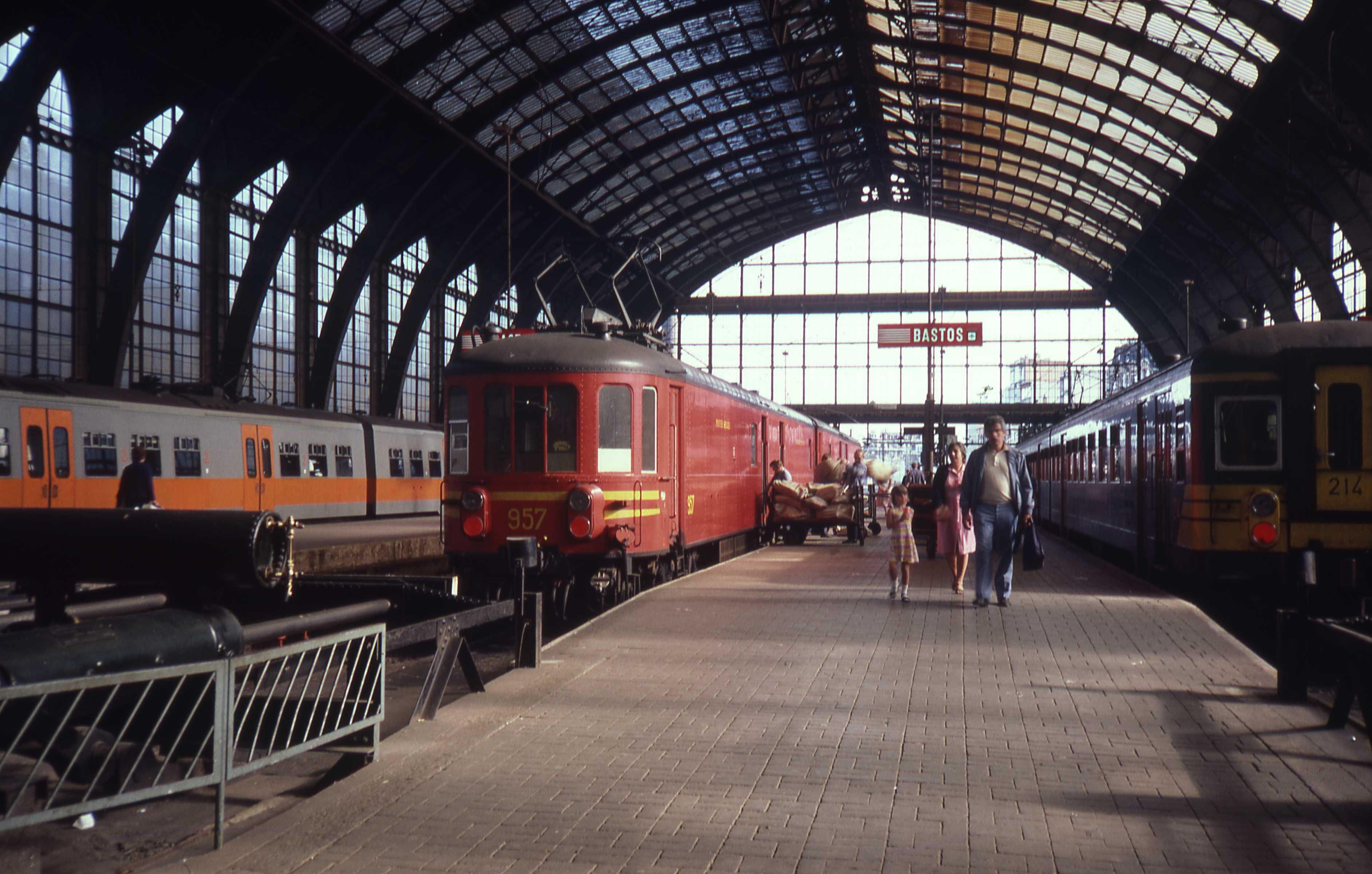
Een tot posttrein verbouwd treinstel.

Na buitendienststelling van de treinstellen in de reizigersdienst werden de koprijtuigen getransformeerd in een achttal tweedelige posttreinen voor de Regie der Posterijen. Daar deden de stellen als zodanig dienst tot 1978 en werden meerdere malen vernummerd: 801-808, 951-958 en 001-008. Later werden uit nog aanwezige rijtuigen en de posttreinen zowel een vierdelig treinstel (gevarieerde samenstelling als nummer 13) als een tweedelig posttreinstel (nummer 002) voor museumdoeleinden bewaard. Hoewel de treinen werden opgeknapt voor inzet tijdens het 150-jarig bestaan van de spoorwegen in België, staan deze op het moment buiten dienst.